# Jährlingsgraben
Der Jährlingsgraben ist ein Meliorationsgraben und orographisch linker Zufluss des Amtgrabens im Landkreis Teltow-Fläming in Brandenburg.
Der Graben entwässert eine landwirtschaftlich genutzte Fläche, die nordöstlich von Kummersdorf-Alexanderdorf, einem Ortsteil der Gemeinde Am Mellensee liegt. Im Bedarfsfall fließen dort vom Schneidegraben weitere Wassermengen zu. Der Graben verläuft in östlicher Richtung südlich von Lüdersdorf entlang, erreicht damit das Stadtgebiet von Trebbin und entwässert schließlich nordöstlich des Trebbiner Ortsteils Trebbin in den Amtgraben.